# シュウ刊ゆず 〜ふたりで録っちゃいました〜
「シュウ刊ゆず ~ふたりで録っちゃいました~」（しゅうかんゆず・ふたりでとっちゃいました）は、ゆずの配信限定シングルシリーズ。2007年8月23日から2007年10月25日まで10週連続でにセーニャ・アンド・カンパニーから配信された。

## 概要
デビュー10周年を迎えたゆずが、新たにできたプライベートスタジオ「SAKURA　STUDIO」で自らの曲をバンドアレンジ無しのセルフカバー音源で再構築し、再レコーディングしたものを毎週木曜日に10週連続で期間限定配信した。
ゆずMobileによる独占配信。北川悠仁手書きのジャケット、歌詞カード、岩沢厚治手書きの一口メモも配信された。
「シュウ刊ゆず 〜FUTATABI〜」が配信された際はレコチョクでも再配信された。

## 配信曲

### 第1弾
1. 贈る詩
1stシングル「夏色」カップリング。

### 第2弾
1. ダスティンホフマン
7thアルバム『リボン』収録。

### 第3弾
1. GO★GO!!サウナ
4thアルバム『ユズモア』収録。

### 第4弾
1. シュミのハバ
20thシングル

### 第5弾
1. 1
6thアルバム『1 〜ONE〜』収録。

### 第6弾
1. 桜木町
20thシングル

### 第7弾
1. 言えずのアイ・ライク・ユー
5thアルバム『すみれ』収録。

### 第8弾
1. ねこじゃらし
1stアルバム『ゆず一家』収録。

### 第9弾
1. 栄光の架橋 at 伊勢佐木町路上前
21stシングル

### 第10弾
1. する〜 2007
インディーズアルバム『ゆずの素』収録。